# Cruz de Santiago

Cruz de Santiago

Cruz de Santiago é segundo a heráldica uma cruz pátea, em que na base da cruz figura uma pátea, quer dizer com as extremidades maiores que o corpo dos braços, em linguagem popular dir-se-ia "braços da cruz com pernas" ou "com patas". Em realidade os quatro braços tem "patas" diferentes", pois a origem parece ter sido imitar uma espada, dai ser chamada também "cruz espada". A parte inferior representaria a lamina, a superior a empunhadura, as laterais a cruz, necessária nesse instrumento para seu uso fácil. Ela surgiu na Espanha, provavelmente após a batalha de Clavijo (844). Mais tarde, em fecha desconhecida, passou a ser o distintivo de uma Ordem Religiosa de Cavaleiros dedicados a defender os peregrinos que se dirigiam a venerar os restos mortais do Apóstolo Santiago, na cidade de Compostela, na Galiza. Esta ordem tomou o nome de Ordem de Santiago, e em Portugal o de Ordem de Santiago da Espada.
Atualmente é utilizada por uma associação católica, de âmbito mundial, reconhecida pelo Romano Pontífice, chamada Arautos do Evangelho.